# Campionatul Mondial de Handbal Feminin din 1993
Campionatul Mondial de Handbal Feminin din 1993, cea de-a 11-a ediție a Campionatul Mondial de Handbal Feminin organizat de Federația Internațională de Handbal, s-a desfășurat în Coreea de Sud, între 24 noiembrie și 4 decembrie 1993. La competiție au luat parte 16 echipe. Campionatul Mondial a fost câștigat de Germania. 

## Clasamentul final
| #  | Team             |
| -- | ---------------- |
| 1  | Germania         |
| 2  | Danemarca        |
| 3  | Norvegia         |
| 4  | România          |
| 5  | Rusia            |
| 6  | Suedia           |
| 7  | Ungaria          |
| 8  | Austria          |
| 9  | Cehia/ Slovacia1 |
| 10 | Polonia          |
| 11 | Coreea de Sud    |
| 12 | Statele Unite    |
| 13 | Lituania         |
| 14 | China            |
| 15 | Spania           |
| 16 | Angola           |

1Echipă unificată conform UCS.
Echipa campioanei mondiale
Michaela Schanze, Bianca Urbanke, Sabine Adamik, Andrea Bölk, Eike Bram, Carola Ciszewski, Cordula David, Michaela Erler, Karen Heinrich, Gabriele Palme, Renate Zienkiewicz, Sybille Gruner, Heike Murrweiss, Birgit Wagner, Heike Axmann, Franziska Heinz
Antrenor: Lothar Doering